# Мільнер Юрій Борисович
Ю́рій Бори́сович Мі́льнер (*11 листопада 1961, Москва) — російський підприємець, мільярдер та меценат. Співвласник і колишній голова ради директорів російської інтернет-компанії Mail.Ru Group.

## Біографія
Юрій Борисович (Бенціонович) Мільнер народився 11 листопада 1961 року в Москві в родині економіста та лаборантки. В 1985 році закінчив навчання на фізичному факультеті Московського державного університету. Працював у Фізичному інституті ім. Лебедєва під керівництвом нобелівського лауреата Віталія Гінзбурга. В цей час почав займатися торгівлею комп'ютерами. В 1990 році емігрував до США, навчався у Вортонській школі бізнесу.
Від 1992 до 1995 року працював у Світовому банку у Вашингтоні. Від 1996 до 2009 працював віце-президентом та директором банку «Менатеп».
Заснував інвестиційну компанію Digital Sky Technologies, яка зараз носить назву Mail.Ru Group, та DST Global. Обидві компанії інвестували у Facebook, Zynga, Twitter, Spotify, ZocDoc, Groupon, 360buy та Alibaba Group.
У 2012 році був внесений у список 50 найвпливовіших людей у світі за версією журналу Bloomberg Markets.
Юрій Мільнер є ініціатором Премії з фундаментальної фізики, Премії за прорив у науках про життя та Премії за прорив у математиці, грошова винагорода яких становить 3 млн доларів.